# Armani
Armani S.p.A. o Armani és una empresa de moda italiana fundada l'any 1975 per l'estilista Giorgio Armani amb el seu soci Sergio Galeotti. L'empresa fabrica diversos tipus de productes relacionats amb la moda, incloent-hi cosmètics, perfums, rellotges, joies i vestits. Giorgio Armani i Sergio Galeotti van fundar la companyia a la ciutat de Milà amb uns 10.000 dòlars. Actualment Armani dona treball a 4.700 empleats i compta amb 13 fàbriques arreu del món.

## Història
Tot comença l'any 1973 quan Giorgio Armani i Sergio Galeotti obren la seva primera tenda en Milà. L'any 1975 va poder reunir els calés suficients per poder crear la seva pròpia marca: Armani SpA. L'any 1976 el propietari de Barneys de Nova York va oferir a Armani 10.000 dòlars a canvi que poguessin vendre els seus vestits. Gràcies a això Armani va poder vendre la seva roba a Nova York.
Tot i poder vendre la seva roba a Nova York el seu primer gran èxit va aparèixer els anys vuitanta quan: Armani SpA es va encarregar del vestuari de la pel·lícula  American Gigolo protagonitzada per Richard Gere i Lauren Hutton. Des d'aquell èxit Armani SpA encarregat del vestuari a més de 250 pel·lícules.
L'any 1987 Armani va obrir la seva primera tenda en Estats Units situada en Madison Avenue (Nova York). Un any més tard Armani va construir una altra tenda en Rodeo Drive (Beverly Hills).
Quan Armani estava en el seu millor moment van decidir patrocinar a Lee Radziwill perquè sigues la coordinadora de la tenda de Nova York. Gràcies a això i a què sempre anés vestida d'Armani la gent del seu entorn va començar a vestir d'Armani.
L'any 1990 a la cerimònia dels Oscar, Armani va aconseguir que Jodie Foster, Tom Hanks, Denzel Washington i Billy Crystal anessin vestits d'Armani per poder assistir als Oscars i en la gala dels Globus d'Or van aconseguir que Julia Roberts anés vestida d'Armani. Tot aquest moviment va causar que hi haguessin més vendes d'Armani. Armani va pujar molt entre el (1990 i 1993), ja que veure com les grans estrelles del cinema anessin vestides d'Armani va causar un fort impacte en la companyia.
Armani ha continuat expandint la marca amb el llançament de diferents línies: Armani Jeans, Armani Junior i Emporio Armani això al principi, ja que anys més tard van treure més línies. Armani Collezioni, A|X Armani Exchange, Armani Privé, Armani Casa, Armani Fiori, Armani Perfumi, Armani Dolce, Armani Hotels & Resorts, Armani Ristorante i Emporio Armani Caffe.
Actualment Armani té més o menys 4.700 empleats, 13 fàbriques exparcides per tot el món i més o menys té 300 tendes en 36 països.

## Marca
El nom Armani prové del cognom del fundador de l'empresa (Giorgio Armani). Armani en tenir diverses línies té més d'un logotip, però hi ha un logotip el qual és el més conegut mundialment.
L'emblema mostra una imatge geomètrica amb forma d'àguila, amb les ales en alt i el cap girat a la dreta. L'àguila està formada amb línies negres horitzontals que li donen un sentit d'estil i creativitat. L'àguila també simbolitza el poder i el coratge, representant la marca com influent i progressista.

## Línies
Armani casaArmani casa és una de les línies d'alta gamma creada l'any 2003, la qual s'encarrega principalment dels dissenys d'interiors i del moviment immobiliari. També tenen a la seva disposició làmpades, llençols i menjadors.
Armani CosmèticsArmani cosmètics és la línia que s'encarreguen de tot el tema de fragàncies per la pell, maquillatge i perfums. Armani també compta amb un pacte de llarga duració fins al 2050 amb l'Oreal el qual porten cooperant des de l'any 1988.
Hotels ArmaniÉs la línia hotelera d'Armani. En total hi ha dos hotels un en Dubai inaugurat l'any 2010 i l'altre en Milà inaugurat l'any 2011. L'hotel de Dubai està construït en el Burj Khalifa ocupant els 37 primers pisos.
Armani DolciArmani Dolci és la línia encarregada dels dolços. Armani Dolci es va formar l'any 2002 i es troba a 15 punts de venda repartits pel món. Armani Dolci se centra quan és Nadal, Dia de Sant Valentí, Setmana Santa i el Ramadà.
Armani ExchangeArmani Exchange és a línia més gran d'Armani creada l'any 1991. Es caracteritza per la roba com poden ser polos, samarreta, jaquetes esportives. És una línia que es caracteritza en les persones joves entre 20-25 anys, ja que tenen un estil de moda adaptat hi ha la base d'Armani Exchange.
Armani JeansArmani Jeans és la línia vaquera fundada l'any 1981. És la linea encarregada dels pantalons texa. Hi ha diferència d'altres lineas Armani Jeans no s'acostuma a trobar-se en tendes individuals a excepció de 15 tendes d'Armani Jeans repartides pel món.
Emporio Armani o EA7Emporio Armani és la línia més juvenil d'Armani fundada l'any 1981. Emporio Armani és una de les línies més importants d'Armani i per això s'encarrega de diverses coses incloent roba esportiva, rellotges, perfums i ulleres de sol.
Armani PrivéArmani Privé és la línia d'Armani més cara i exclusiva. Armani Privé compta amb un equip per fer vestits personalitzables i fets a mida. Armani Privé és la línia més cara de tot Armani.
Armani CollezioniArmani Collezioni és la línia d'alta gamma que principalment s'encarrega de la roba elegant com poden ser camises i americanes. Armani Collezioni s'enfoca principalment en un estil juvenil i modern.
Giorgio ArmaniGiorgio Armani és la línia principal d'Armani i porta el nom complet del fundador Giorgio Armani. Giorgio Armani s'encarrega de distribuir, fabricar, dissenyar i comercialitza els productes per tot el món.

## Estat financer
El volum de la facturació d'Armani ha augmentat un 2,3% fins als 2158 milions d'euros l'any 2019. Això és degut a causa de l'augment del 7% en les vendes en les botigues i en el comerç electrònic.
La facturació general per 2019, incloent-hi les llicències, va augmentar un 9% fins als 4157 milions d'euros. El benefici abans dels impostos ha disminuït al més o menys un 12% fins a arribar als 175 milions d'euros i el benefici net va ascendir a 124 milions d'euros. A final de l'any passa 2019 en total van aconseguir 1.200 milions d'euros en efectiu.